# Jules Poswick
Marie Joseph François Jules Poswick (Hodimont, 4 februari 1837 - Limburg, 27 mei 1905) was een Belgisch volksvertegenwoordiger.

## Biografie

### Familie
Jules Poswick was een zoon van Prosper Poswick (1803-1879), handelsrechter in Verviers, luitenant-kolonel van de Burgerwacht van Verviers, burgemeester van Hodimont en gemeenteraadslid van Limburg, en Lucie de Thier (1808-1850). Hij trouwde in 1867 in Verviers met Marie-Félicie Simonis (1836-1913), kleindochter van Iwan Simonis. Ze kregen twee zoons, met afstammelingen tot heden. Ze waren de overgrootvader van baron Charles Poswick.
Hij was een schoonbroer van burggraaf Alfred Simonis, provincieraadslid van Luik, volksvertegenwoordiger en voorzitter van de Senaat, en een grootoom van baron Prosper Poswick, ambassadeur.

### Loopbaan
Hij werd ingenieur en was actief in de textielnijverheid in Verviers.
Hij werd verkozen tot gemeenteraadslid van Verviers en werd er schepen. Hij was er ook handelsrechter.
In 1898 werd hij katholiek volksvertegenwoordiger voor het arrondissement Verviers en oefende dit mandaat uit tot in 1900.